# Kakita-gawa
La rivière Kakita (柿田川, Kakita-gawa) est un cours d'eau du Japon long de 1,2 km dont le cours est entièrement situé dans le bourg de Shimizu (préfecture de Shizuoka).
Depuis 2011, elle est classée « monument naturel ».

## Géographie
La rivière Kakita est un affluent du fleuve Kano et prend sa source, à Shimizu, dans le parc de Kakita où des eaux de ruissellement, provenant de la pluie et du dégel des neiges du mont Fuji, s'accumulent pour former des sources.

## Histoire
Vers 6 500 ans av. J.-C., une éruption du mont Fuji engendra des coulées de lave qui s'écoulèrent dans une vallée étroite, entre les volcans Hakone et Ashitaka, jusqu'à l'actuelle ville de Mishima, 32 km plus au sud-est. Par la suite, la pluie et les neiges fondues du mont Fuji ont entraîné la lave au-delà de Mishima et créé un sillon : la section supérieure du lit de l'actuelle rivière Kakita.

## Eau de source

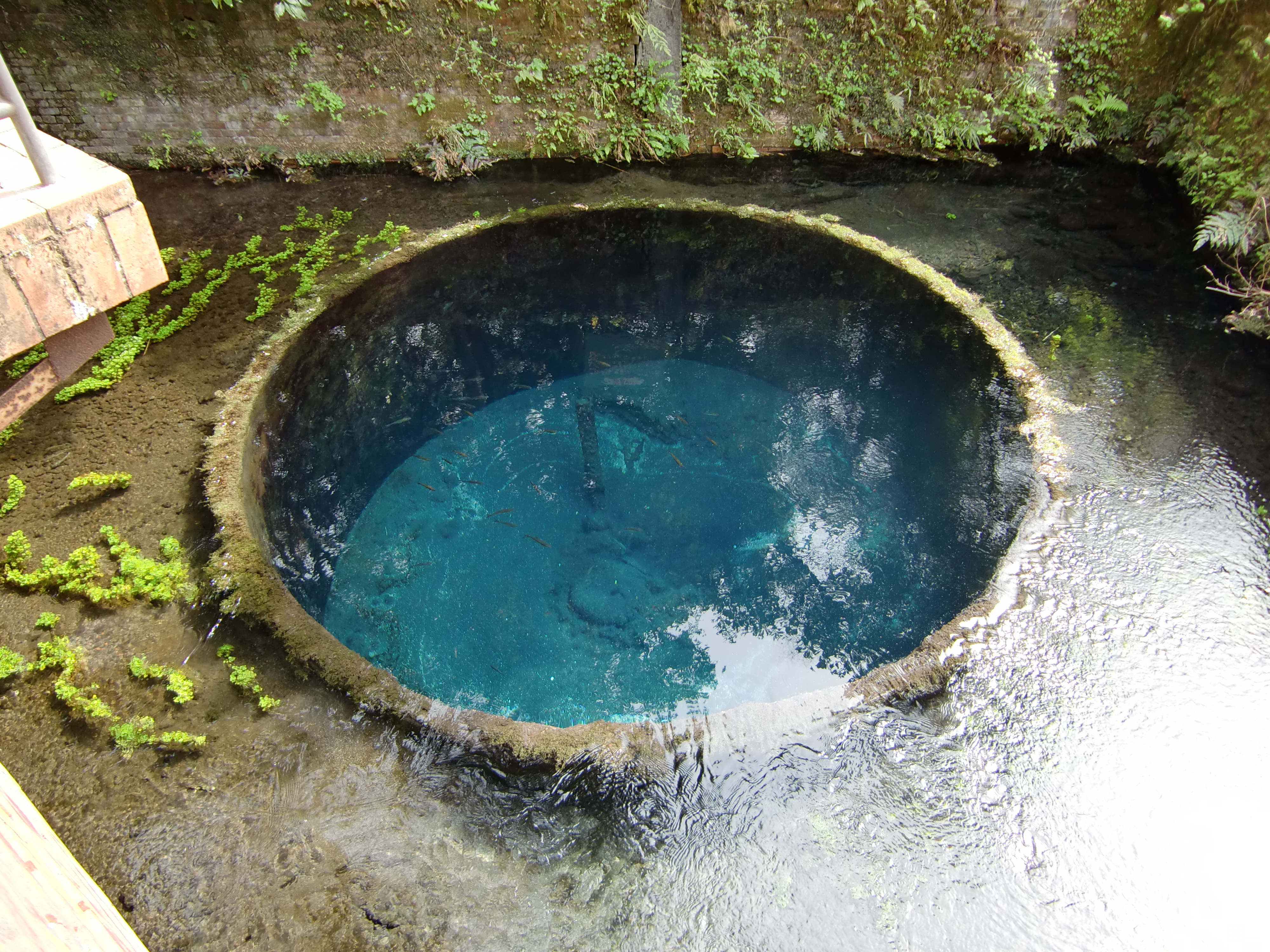
Une source dans le parc Kakita.

Grâce à son eau très claire, la rivière Kakita est classée parmi les « trois cours d'eau aux flots limpides du Japon », avec la rivière Nagara, qui prend sa source dans la préfecture de Gifu, et le fleuve Shimanto dans la préfecture de Kochi.
L'eau des sources du parc Kakita, site naturel protégé, qualifiée de « meilleure eau de source de l'Orient », est réputée dans tout le Japon.

## Écosystème

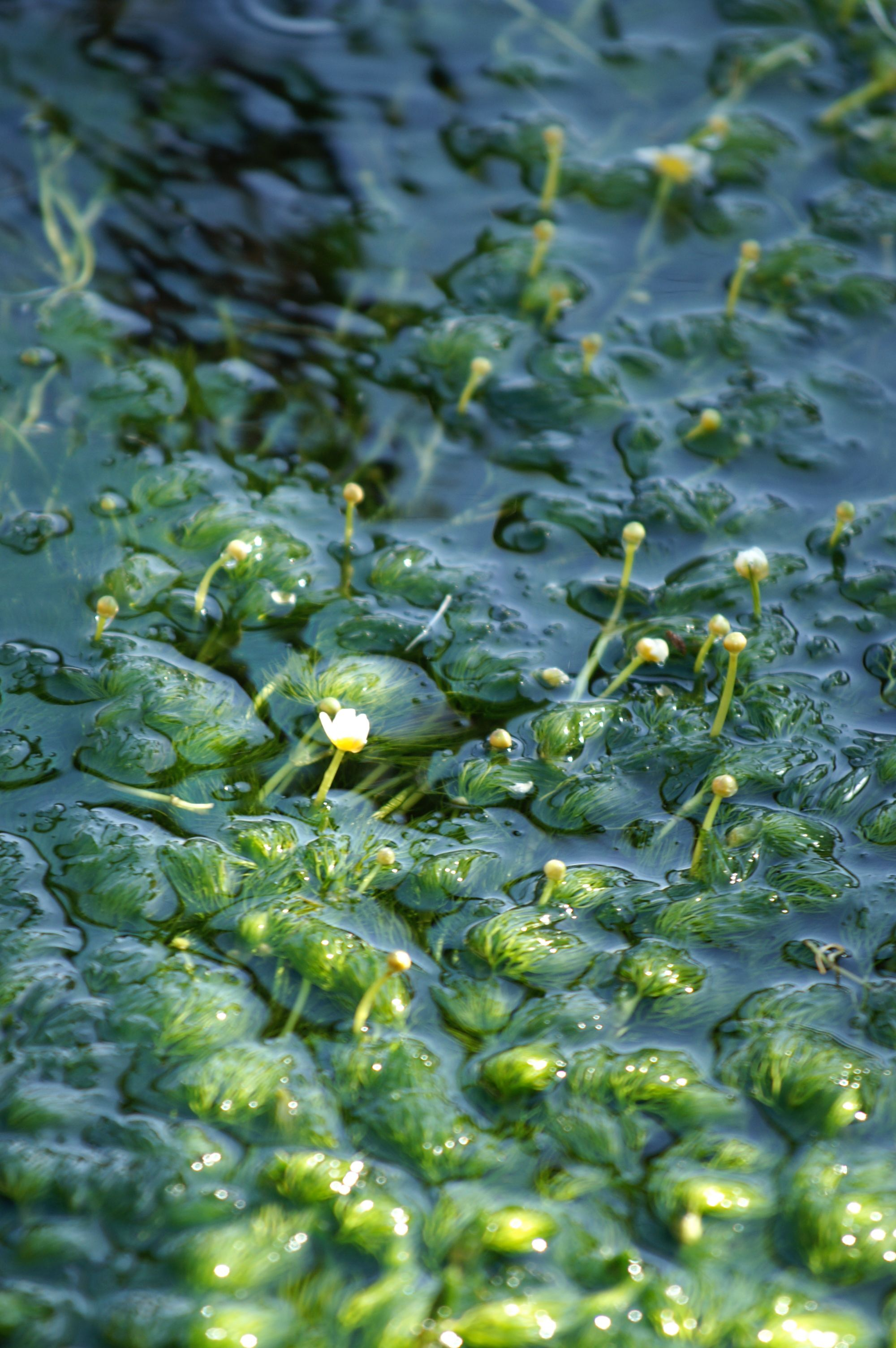
Renoncules aquatiques du Japon.

La source et l'amont de la rivière Kakita constituent un écosystème dans lequel prospèrent des amphibiens, des crustacés (crabes d'eau douce du Japon et crevettes des rivières), de nombreux insectes comme des lucioles, des tourniquets et pas moins de quinze espèces de libellules.
Tout le long du cours d'eau, les saumons du Japon et les poissons sucrés sont une ressource alimentaire pour le martin-pêcheur « bleu cobalt », oiseau symbole du bourg de Shimizu,.
Des oiseaux comme la mouette rieuse, la bergeronnette des ruisseaux, l'aigrette garzette, le canard siffleur ou encore le grand cormoran, peuvent être observés.
La végétation est aussi abondante : vingt-et-une espèces de plantes aquatiques, comme le cresson d’eau et l'azolla du Japon, sont répertoriées. Et la Kakita-gawa est une niche écologique pour une variété spécifiquement japonaise de renoncule : Mishima baikomo (三島梅花藻), symbole de ce cours d'eau.